# Gaspar Rubio
Gaspar Rubio Meliá (Serra, 14 dicembre 1907 – Città del Messico, 3 gennaio 1983) è stato un calciatore e allenatore di calcio spagnolo.
In attività giocava nel ruolo di attaccante. 
Con la nazionale segnò nove gol in quattro presenze, di cui sette nelle due partite contro Portogallo
(5-0) e Francia (8-1).
Inoltre prese parte alla vittoria della Spagna sull'Inghilterra, che rappresentò la prima sconfitta fuori dalla Gran Bretagna per i Three Lions.